# Siegfried Clotz

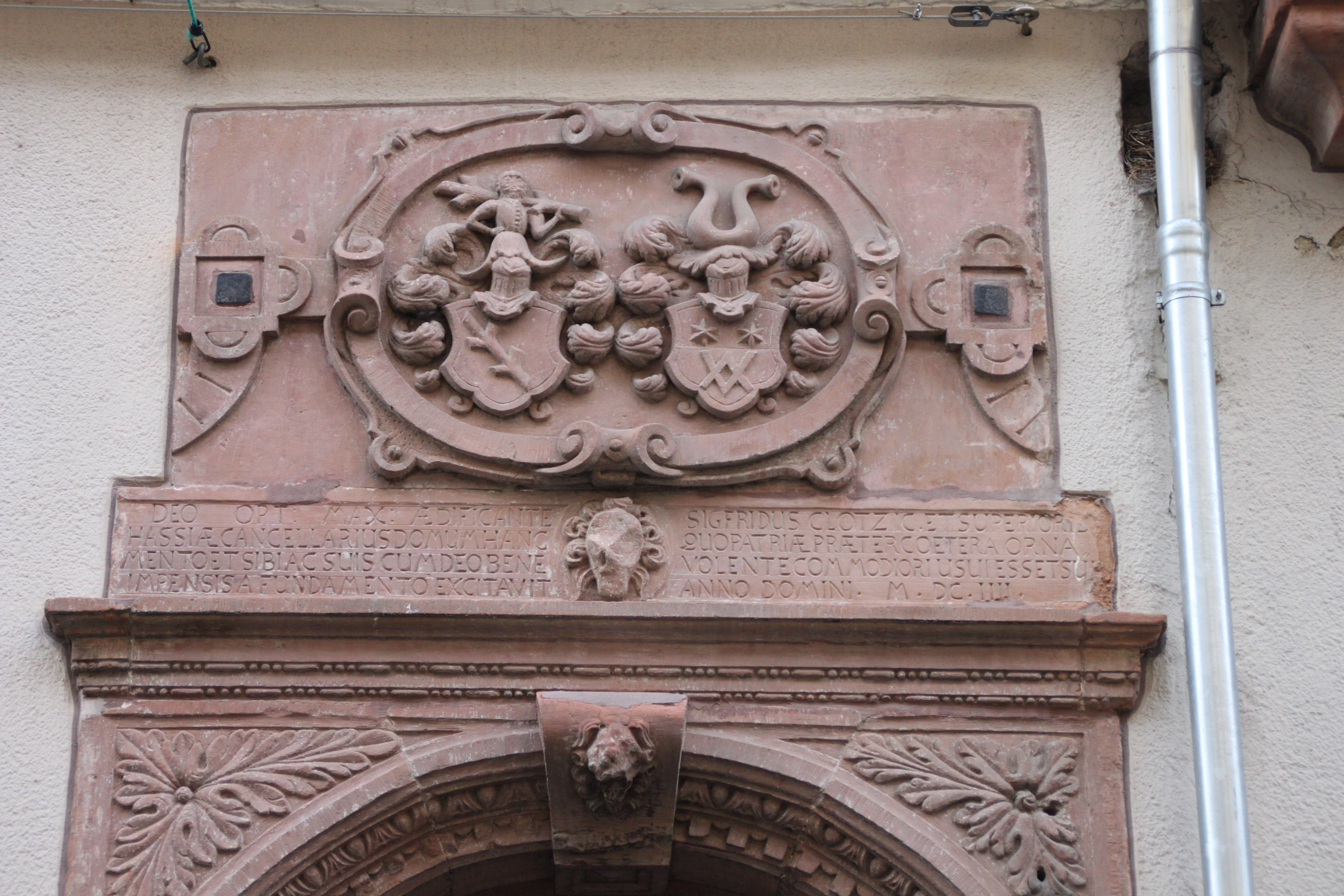
Allianzwappen Clotz-Heintzenberger, von Siegfried Clotz und Katharina geb. Heintzenberger an ihrem 1604 erbauten Haus in Wetzlar

Siegfried Clotz (* 1556 in Wetzlar; † 7. März 1610 in Kassel) war ein hessischer Verwaltungsjurist und Kanzler.

## Leben
Clotz war ein Sohn des Ratsherrn und späteren Bürgermeisters von Wetzlar Anton Clotz und der Catharina Netz genannt von Leun. Er besuchte ab 1572 das Pädagogium Marburg und war ab 1573 Student an der Universität Marburg. Zeitweise studierte er an der Universität Wittenberg. Nach einer Bildungsreise durch Italien und Frankreich wurde er 1582 in Marburg zum Doktor der Rechte promoviert. 1584 wurde er ebenfalls in Marburg zum landgräflich hessischen Rat ernannt.
Clotz erhielt nach dem Tod seines Bruders Johannes Clotz im Sommer 1588 dessen Stellung als Geheimer Rat und Kanzler des Landgrafen Ludwig IV. von Hessen-Marburg. Nachdem der Landgraf 1604 verstorben war und sein Land zwischen Hessen-Kassel und Hessen-Darmstadt aufgeteilt wurde, nahm er 1605 einen Ruf nach Kassel zu Landgraf Moritz von Hessen-Kassel an. Dort wurde er 1607 als Nachfolger von Johann Antrecht Kanzler in Kassel. Er stand als solcher 1607 bei der Vorladung der Marburger Theologen und Professoren zur Annahme der sogenannten Verbesserungspunkte vor.
Clotz erbaute sich in Wetzlar das Haus Silhöfer Str. 22/Ecke Güllgasse.

## Familie
Clotz heiratete 1584 die Dorothea Schwartz (* um 1564; † 20. April 1588 in Marburg), eine Tochter des Jakob Schwartz († 24. Dezember 1583), der Nassauischer Rat und Rechtsgelehrter sowie Vertrauter und juristischer Berater Wilhelm von Oraniens war, und der Dorothea geb. von Cöln († 1599). Ihrer gleichnamigen Mutter mit Allianz- und Ahnenwappen geschmücktes Epitaph befindet sich im Wetzlarer Dom. In zweiter Ehe heiratete Clotz am 24. November 1589 in Marburg die Catharina (1571–1636), Tochter des Johann Heintzenberger, hessischer Kanzler in Marburg. Aus dieser Ehe sind drei Kinder bekannt:
- Katharina Clotz (1590–1597)
- Johann Siegfried Clotz (um 1591–1661), hessischer Regierungsrat.[2] Er war mit Agnes Heugel verheiratet, einer Tochter des Oberamtmanns Johann Heugel und Enkelin von dessen gleichnamigen Vater, dem Komponisten. Von ihren Schwestern war eine mit dem Bremer Bürgermeister Johann Zobel und eine andere, Sabina Heugel (* 1581), war ab 1602 mit dem Rittmeister und Herrn auf Grebenau, Christian Hund, ältestem Sohn des hessen-kasselschen Kanzlers Heinrich Hund,[3] verheiratet.[4] Dieser gehörte der Bastardlinie derer Hund zu Gudensberg an.[5]
- Anna Maria (auch Margarethe und Martha) (um 1593–1620), verheiratet mit Nicolaus Sixtinus (1585–1669), hessen-kasselischer Geheimer Rat und Kammerpräsident,[6] Sohn des Regner Sixtinus und Onkel des Regner Badenhausen.[7]